# 斯提波特博物館

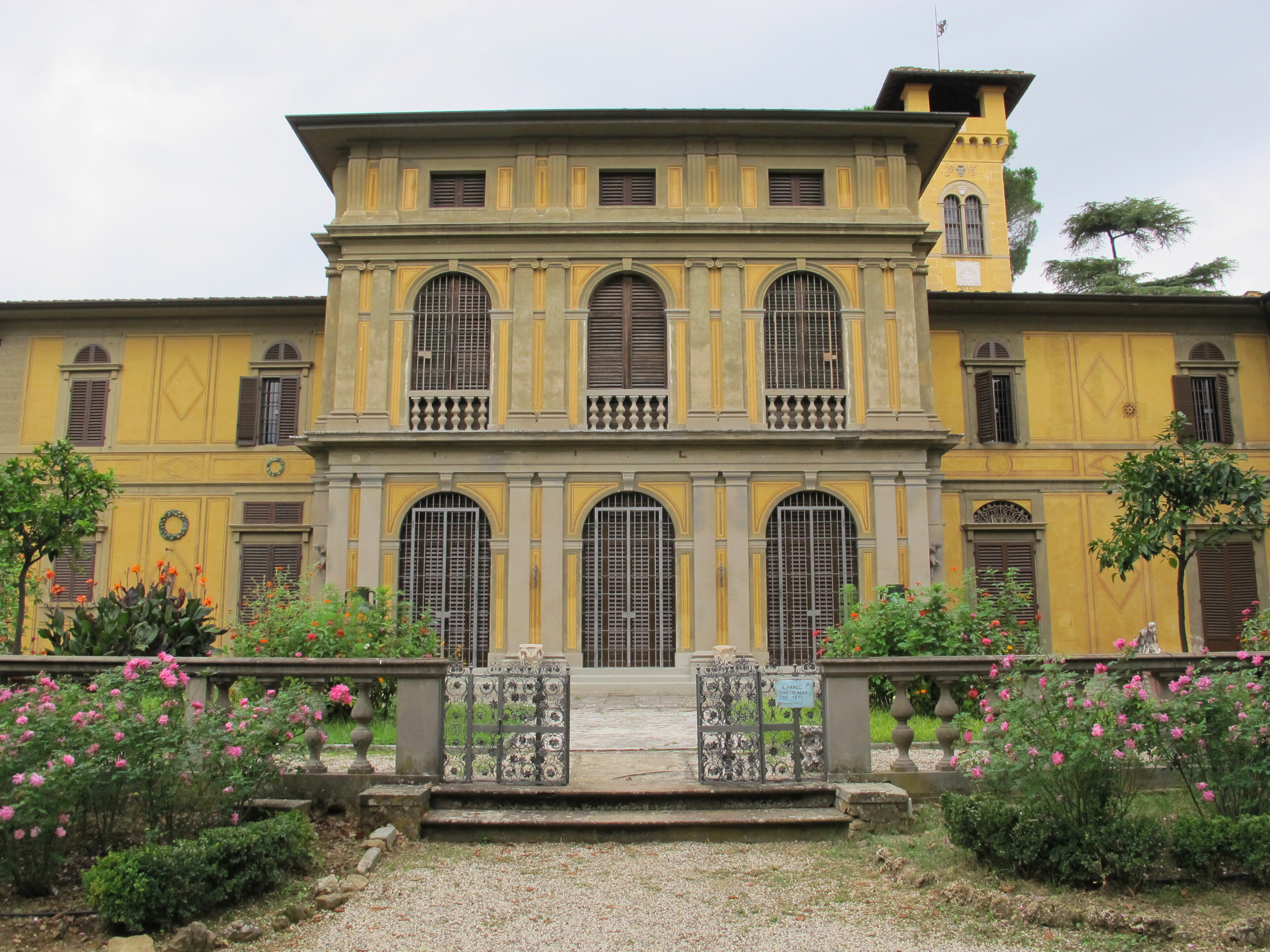

斯提波特博物館（義大利語：Museo Stibbert）是位於義大利城市佛羅倫薩的一座博物館。博物館收藏有超過36000件來自世界各地的藏品，尤其以武器和鎧甲的收藏而著稱。

## 外部連結
- Stibbert Museum Official Website （页面存档备份，存于）
- The Museums of Florence - Stibbert Museum （页面存档备份，存于）
- Frederick Stibbert
- Frommer's review of the museum （页面存档备份，存于）

43°47′34.38″N 11°15′18.63″E / 43.7928833°N 11.2551750°E